# 雷本加普 (喬治亞州)
雷本加普（英語：Rabun Gap）是位於美國喬治亞州雷本縣的一個非建制地區。該地的面積和人口皆未知。

## 地理
雷本加普的座標為34°57′26″N 83°23′11″W / 34.95722°N 83.38639°W，而該地的平均海拔高度為653米（即2142英尺）。